# Ranko Golijanin
Ranko Golijanin (en serbio cirílico: Ранко Голијанин), (Belgrado, Serbia, 18 de enero de 1975) es un futbolista serbio. Juega de centrocampista en el Brantford Galaxy del Canadian Soccer League de Canadá.

## Trayectoria
Ranko Golijanin fue internacional Sub-21 con la Selección de fútbol de la República Federal de Yugoslavia
Tras proclamarse campeón de la USL A-League con los Milwaukee Rampage, y lograr el ascenso a la máxima categoría del fútbol norteamericano, el club desapareció por problemas económicos, por lo que Golijanin puso fin a su carrera como futbolista, y se afincó en Milwaukee.

## Clubes
| Club                    | País           | Año       |
| ----------------------- | -------------- | --------- |
| FK Zemun                | RF Yugoslavia  | 1992-1993 |
| FK Radnički Kragujevac  | RF Yugoslavia  | 1993-1995 |
| FK Zemun                | RF Yugoslavia  | 1995-1997 |
| Hércules CF             | España         | 1997-1998 |
| FK Radnički Kragujevac  | RF Yugoslavia  | 1998-1999 |
| FK Zemun                | RF Yugoslavia  | 1999-2002 |
| Milwaukee Rampage       | Estados Unidos | 2002      |
| Brantford Galaxy        | Canadá         | 2010-2011 |
| London City Soccer Club | Canadá         | 2012      |
| Brantford Galaxy        | Canadá         | 2012      |
| SC Waterloo Region      | Canadá         | 2013-2015 |